# Наум Охридски
Свети Наум Охридски је био ученик словенских апостола Ћирила и Методија и један од петочисленика, који су најревносније сарађивали са Ћирилом и Методијем.
Наум је говорио многе језике. Путовао је у Рим, где се, према црквеним списима, прославио чудотворном моћи као и великом ученошћу. При повратку из Рима, Климент и Наум су се настанили, уз помоћ бугарског владара Бориса I, на обалама Охридског језера. Док је Климент деловао као епископ у Охриду, дотле је свети Наум основао на јужној обали језера манастир, који се и данас ту налази. Манастир Светог Наума је вековима служио као уточиште и сматрао се за извор чудотворне силе.
Око Наума се сабрало мноштво монаха одасвуд са Балкана. Списи говоре како је Наум био мудар учитељ, јединствен руковођа монаха, одлучан подвижник, чудотворан молитвеник и духовник. Посебно се посветио превођењу Светог писма, и осталих црквених књига, са грчког језика на словенски.
За Наума се тврди да је чинио чудеса и током живота и по смрти, а његовим моштима се и данас приписују чудотворне моћи, нарочито исцељења од тешких болести, понаособ лудила.
Преминуо је у првој половини 10. века и сахрањен у манастирској Цркви Светог Наума.
Свети Јован Шангајски посебно је поштовао Светог Наума Охридског јер је имао моћ исцељења душевно оболелих. Управо са иконом светог Наума обилазио је болнице и молио се за здравље болесника.
Српска православна црква слави га 23. децембра по црквеном, а 5. јануара по грегоријанском календару.